# シャトールノー級軽巡洋艦
| シャトールノー級軽巡洋艦             | シャトールノー級軽巡洋艦                                                                            |
| ------------------------------------ | --------------------------------------------------------------------------------------------------- |
| フランス海軍時代の「シャトールノー」 | |
| 艦級概観                             | |
| 艦種                                 | 軽巡洋艦                                                                                            |
| 艦名                                 | |
| 前級                                 | エミール・ベルタン                                                                                  |
| 次級                                 | ド・グラース級                                                                                      |
| 性能諸元                             | |
| 排水量                               | 基準排水量：3,680トン 満載排水量：5,334トン                                                         |
| 全長                                 | 142.2m                                                                                              |
| 水線長                               | 138.7m                                                                                              |
| 全幅                                 | 14.4m                                                                                               |
| 吃水                                 | 4.1m                                                                                                |
| 機関                                 | ソーニクロフト式重油専焼水管缶4基＋ ＋トシ・ベルッツォ式ギヤード・タービン2基2軸推進                |
| 最大出力                             | 110,000hp                                                                                           |
| 最大速力                             | 39.0ノット                                                                                          |
| 航続距離                             | 18ノット/3,600海里                                                                                  |
| 燃料                                 | 重油：1,400トン                                                                                     |
| 乗員                                 | 353名                                                                                               |
| 兵装（1954年）                       | 10.5cm（65口径）連装高角砲3基 ボフォース 57mm（60口径）連装機関砲5基 55cm水上魚雷発射管3連装4基12門 |

シャトールノー級軽巡洋艦 (Croiseurs Légers de la classe Châteaurenault, Châteaurenault Class Light Cruisers) とは、フランス海軍が第二次世界大戦後に運用した軽巡洋艦の艦級である。

## 概要
元々はイタリア海軍のカピターニ・ロマーニ級軽巡洋艦であったが、第二次世界大戦におけるイタリアの敗戦により、戦後補償の一環としてフランスへの賠償艦として「アッティリオ・レゴロ」と「シピオーネ・アフリカーノ」の2隻が1948年8月にフランスに接収された。アッティリオ・レゴロは「シャトールノー（Châteaurenault）」、シピオーネ・アフリカーノは「ギシャン（Guichen）」と改名させられた後に就役、これが本級である。1951年から1954年にかけて防空巡洋艦および対潜巡洋艦に近代化改装され、類別上は艦隊護衛艦となった。

## 艦形

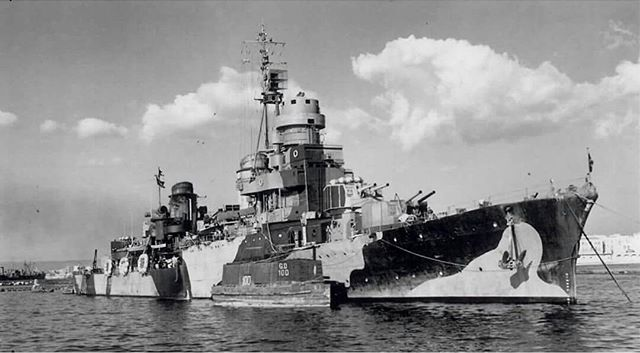
連合軍に接収された当時の「シピオーネ・アフリカーノ」（のちのギシャン）。

本級の船体形状はクリッパー型艦首から甲板まで強いシアを持つ駆逐艦型の短船首楼型船体であった。艦首甲板から見てみると、「1938年型13.5cm（45口径）砲」を連装砲塔に納め、1・2番主砲塔を背負い式で2基、円柱型の測距儀を載せた塔型艦橋の背後に軽量な三脚檣、その後方の二本の煙突の間には艦載艇揚収クレーンがあり、2番煙突の前後が艦載艇置き場となっている。なお、それぞれの艦載艇置き場の直下には世界でも珍しい連装魚雷発射管を上下に配置した変形53.3cm四連装魚雷発射管が1基ずつ配置されている。この発射管は両舷に発射可能であるため、片舷8本の魚雷を射出可能である。2番煙突の背後に小型の後檣、後ろ向きに背負い式で3・4番主砲塔の順である。また、煙突の両脇から艦尾にかけて機雷の投下軌条が左右あわせて二対が伸びている。
フランスで改装後、13.5cm連装砲4基は10.5cm連装高角砲3基へと換装され、円筒形の艦橋は背の低い箱型艦橋へと変更された。

## 同型艦
- シャトールノー

OTO社リヴォルノ造船所にて1939年9月28日に起工、1940年8月28日に進水、1942年5月14日に就役。1948年8月にフランスに接収されて「シャトールノー」と改名。1951年から1954年にかけて対空/対潜巡洋艦に改装。その後に艦隊護衛艦へと類別変更。1962年に除籍後、解体処分。
- ギシャン

OTO社リヴォルノ造船所にて1939年9月28日に起工、1941年1月12日に進水、1943年4月23日に就役。1948年8月にフランスに接収されて「ギシャン」と改名。1951年から1954年にかけて対空/対潜巡洋艦に改装。その後に艦隊護衛艦へと類別変更。1961年に除籍後、解体処分。

## 参考図書
- 「世界の艦船 1986年1月増刊号 近代巡洋艦史」（海人社）
- 「世界の艦船増刊第50集　フランス巡洋艦史」（海人社）
- 「世界の艦船増刊　イタリア巡洋艦史」（海人社）
- 「世界の艦船 2010年1月増刊号 近代巡洋艦史」（海人社）
- 「Conway All The World's Fightingships 1922-1946」（Conway）